# Samen met jou
Samen met jou is een studioalbum uit 1999 van de Nederlandse zanger Frans Bauer. Het is een van de succesvolste albums die Bauer tot dan toe had gemaakt; de cd kwam op de eerste plaats binnen in de Top 40 en was tijdens de voornotering al platina. De debuutsingle "De luchtballon" werd echter met een hoogste notering van nummer 28 in de Top 40 een bescheiden hit. De daaropvolgende single "Jouw ogen stralen als de zon" kwam niet in de hitlijsten terecht. Het album werd geproduceerd door Riny Schreijenberg en Emile Hartkamp.

## Tracklist
1. De Luchtballon
2. Adios amore
3. Torrero
4. Duizend tranen
5. Blijf je vanavond
6. Ciao, goodbye my love
7. Jouw ogen stralen als de zon
8. Ik leef hier met mijn stil verdriet
9. Het leven is een spel
10. Zomer in Griekenland
11. Bella Maria
12. Waarom
13. Kon ik maar voor altijd bij jou zijn
14. De allermooiste rode rozen
15. De allereerste dag
16. Heel mijn leven